# Echinacea

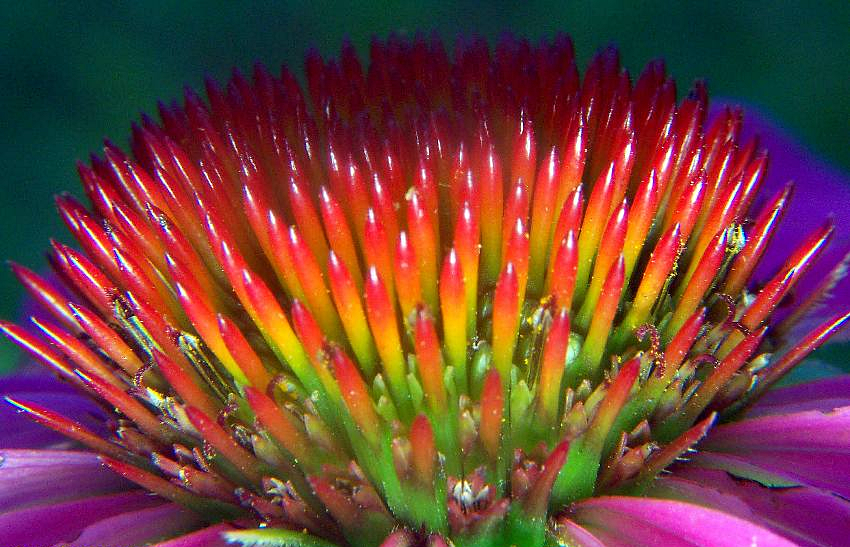
O centro espinhoso da inflorescência, mostrando as paleae, cuja morfologia deu origem ao nome do género.

Echinacea (vernacular, equinácea) é um género de plantas herbáceas perenes pertencente à família Asteraceae, constituído por nove espécies validamente descritas. Todas as espécies que integram o género são consideradas originárias do leste e centro da América do Norte, onde ocorrem em habitats de pradaria e de floresta esparsa. As espécies integrantes apresentam as flores compostas típicas das asteráceas, com inflorescências vistosas em flor desde o fim da Primavera ao fim do Verão. 
O nome genérico deriva do vocábulo grego ἐχῖνος (echino, "ouriço-do-mar"), aplicado devido à presença de numerosas estruturas em forma de espinho no centro da inflorescência, criando uma estrutura com a forma de um ouriço-do-mar. Algumas espécies são usadas como plantas ornamentais devido às suas flores vistosas e persistentes e outras em ervanária, onde são reputadas como plantas medicinais. 
Embora alguns estudos científicos não demonstrem a sua eficácia na cura ou mitigação do resfriado comum ou de cancros, outros atestam-na, nomeadamente na possibilidade de induzir apoptose e fragmentação do ADN nuclear em cancros pancreáticos e do cólon.
Algumas espécies estão ameaçadas por perda de habitat.

## Descrição
O género Echinacea inclui apenas espécies originárias da América do Norte, sendo o género por isso considerado como um endemismo daquele continente.  O género foi descrito por Conrad Moench e publicado na monografia Methodus Plantas Horti Botanici et Agri Marburgensis : a staminum situ describendi 591. 1794. A etimologia do nome do género procede do grego clássico echino, que significa "espinhoso" e é normalmente aplicado aos ouriços-do-mar, devido à morfologia do disco central espinhoso da estrutura floral.
São plantas herbáceas, perenes e tolerantes à secura, com 1 a 2 m de altura. As folhas são de lanceoladas a elípticas, de 10 a 20 cm de comprimento e 1,5 a 10 cm de largura. Como é característico de toda a família das asteráceas, as flores formam uma inflorescência composta por flores de coloração púrpura (raramente amarelas ou brancas) dispostas em forma de um pseudanto cónico, já que o limbo das lígulas exteriores tendem a apontar para baixo quando a flor se abre, formando, desta forma, um cone.
A várias espécies de Echinacea são atribuídas propriedades imunoestimulantes que promovem os mecanismos de defesa do organismo, sendo o extracto de equinácea usado em tratamento complementar de infecções respiratórias, gripes, resfriado, faringite, rinite e sinusite. Os seus constituintes químicos activos são o ácido caféico, ácido chicórico, polialcanos, polissacarídeo, tusselagina, acetato de bornil, alcamídeos, borneol, cariofileno, cinarina, equinacosídeo, isotussilagina. Esta composição confere àquele extracto propriedades medicinais de carácter antibiótico, sendo considerado no contexto do herbalismo e da fitoterapia como antibacteriano, antiviral, anti-séptico, anti-inflamatório, antimicrobiano, imunoestimulante e fortificante.
Depois de considerar os elementos de 14 estudos prévios sobre o uso da equinácea, pesquisadores da Escola Farmacêutica da Universidade de Connecticut, Estados Unidos, concluíram que o consumo da planta pode atenuar as chances de desenvolver resfriado comum, em mais de 58% dos casos. O estudo, divulgado na revista científica The Lancet Infectious Diseases, alega, além disso, que a equinácea auxiliaria reduzir em até quatro dias a duração do resfriado. Prudentes, os pesquisadores afirmam que outros estudos em larga escala ainda são indispensáveis para admitir o uso da planta para prevenção e tratamento do resfriado comum.
O interesse do estudo da equinácea não é novidade, pois se trata do fitoterápico, mais frequente na Europa e nos Estados Unidos, como preventivo para gripes e resfriados. Os índios americanos foram os precursores na utilização da planta.
A planta da equinácea é abundante, arbustiva, chegando a aproximadamente de 60 cm de altura, na maioria das vezes. Parece-se com uma toupeira das margaridas. As folhas são lanceoladas, grosseiras e opostas. As flores apresentam-se com pétalas brancas ou rosadas e núcleo amarelo.
Um dos resultados mais extraordinários da equinácea é a estimulação da fagocitose. Esse acontecimento é responsável pela identificação e eliminação de estruturas invasoras. A planta, apresentada como capaz de aumentar a capacidade de resposta do sistema imunológico, é útil para todos os tipos de infecções: bacterianas, virais e por fungos.

## Restrições de uso
Apesar de seus efeitos benéficos, a planta não deve ser usada sem prescrição médica, tendo em vista seus efeitos em pacientes com males como esclerose múltipla, aids, doenças autoimunes, entre outros. E embora não haja relatos de interações medicamentosas significativas com a equinácea, supõe-se que seu uso por mais de oito semanas pode causar hepatotoxicidade; portanto, a ela não deve ser usada com outros medicamentos hepatotóxicos conhecidos, como amiodarona, metotrexato e cetoconazol.

## Espécies
O género Echinacea inclui as seguintes espécies validamente descritas:
- Echinacea angustifolia
- Echinacea atrorubens
- Echinacea laevigata
- Echinacea pallida
- Echinacea paradoxa
  - Echinacea paradoxa var. neglecta
  - Echinacea paradoxa var. paradoxa
- Echinacea purpurea
- Echinacea sanguinea
- Echinacea simulata
- Echinacea tennesseensis[1]